# Лопатинський провулок
Лопатинський провулок — провулок в Основ'янському районі Харкова. Пролягає від Кооперативної вулиці до берега річки Харків. Лопатинський провулок перетинає Кузнечну вулицю і Соляниківський провулок.

## Історія і назва
У кінці XVIII століття були зриті вали та рови з дерев'яними кріпосними стінами, які захищали північну частину Подола. Тоді виникла вулиця, що на сьогодні зветься Лопатинським провулком. До того місцевість Подола заселяли переважно військові, тепер же селитися тут почали купці, яким була важлива близькість до ринків і місць проведення ярмарків, Торгового майдану. Цей фактор і вплинув на забудову Подолу.
В 1804 році вулиця отримала ім'я колезького асесора Бориса Лопатинського, яке носила до 1936 року. Тоді її найменували Телефонною вулицею, бо імовірно, на ній працював міський телефонний вузол. Телефонну вулицю перейменували в Лопатинський провулок, за різними даними, в 1945 або 1953 році.

## Будинки

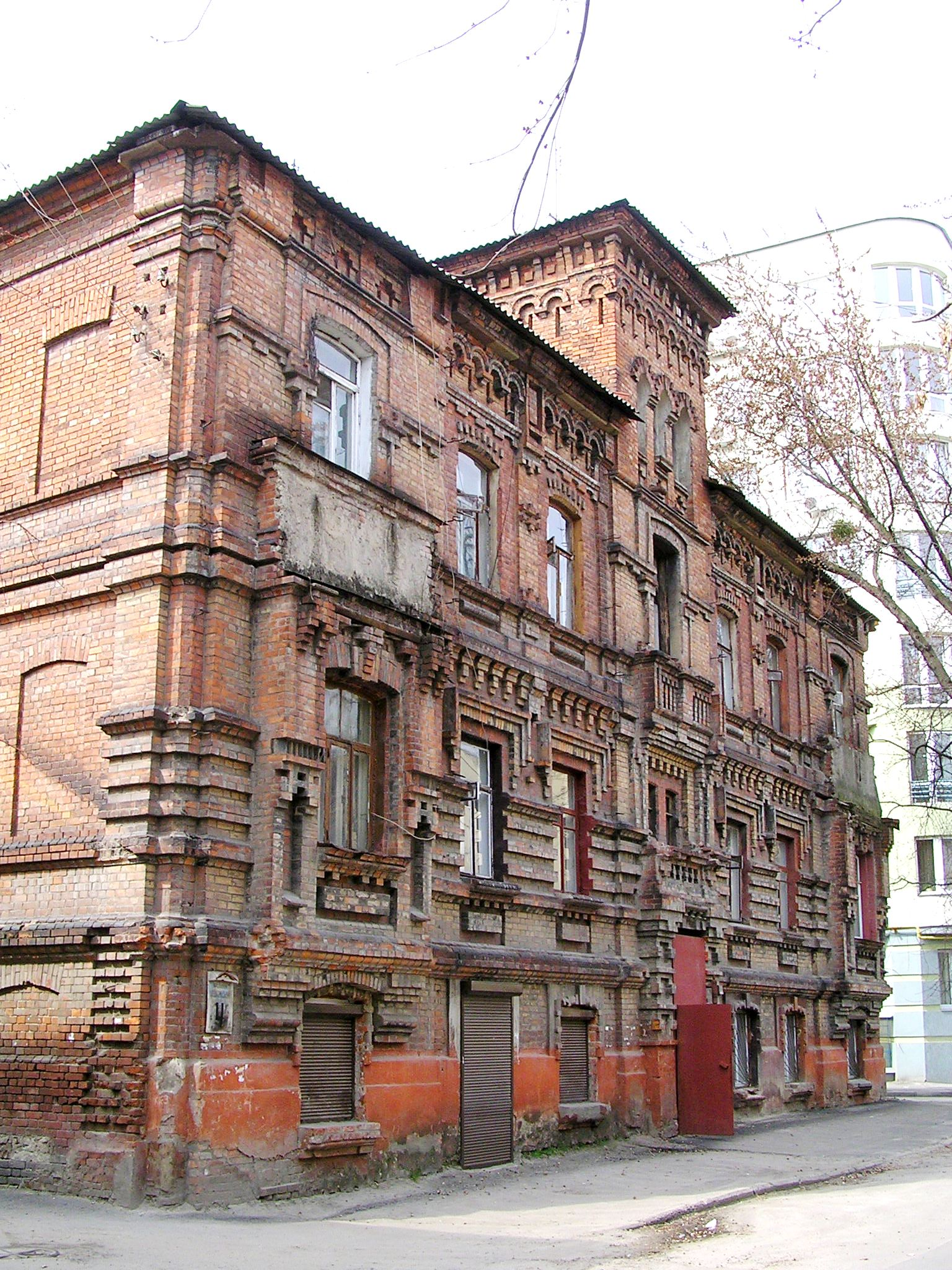
Будинок № 4, 2009 рік

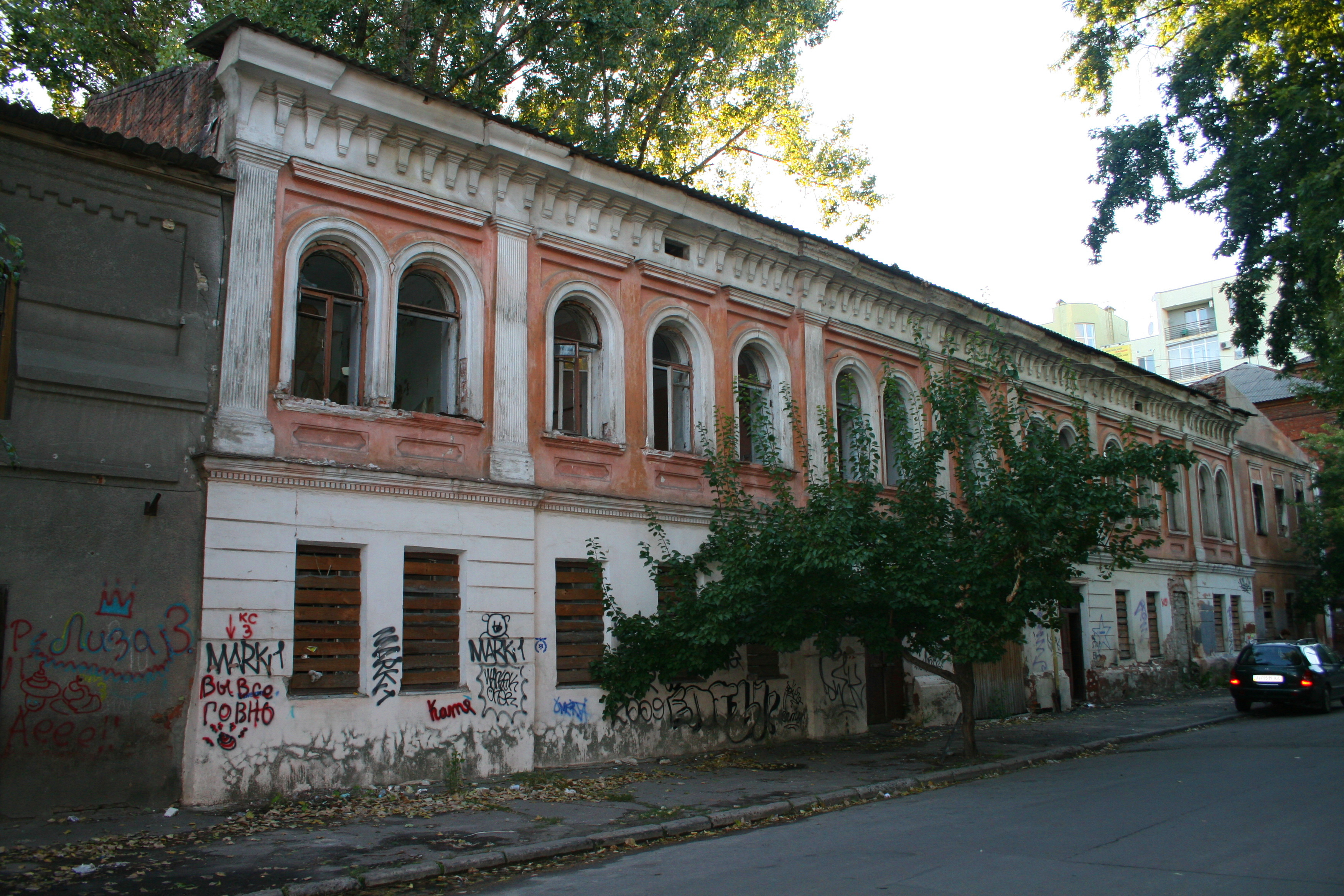
Будинок № 6, 2012 рік

- Будинок № 4 — Пам'ятка архітектури Харкова, охорон. № 589. Житловий будинок, кінець XIX століття, архітектор невідомий.

Цю земельну ділянку в 1897 році придбав купець Микола Стреляний, який звів на ній цегляний одноповерховий з цокольним поверхом будинок. Наступний власник цього дворового місця, купець Микола Мойсеєнко, додав будинку другий поверх.
- Будинок № 5 — До 1917 року в цьому будинку розміщувався готель «Швейцарія».
- Будинок № 6 — До листопада 2016 року на цьому місці стояв будинок, пов'язаний з ім'ям Марка Кропивницького, українського письменника, драматурга, театрального режисера й актора. Будинок був пам'яткою історії Харкова, охорон. № 2504. Колишній готель «Олімпія» був зведений на початку XX ст., деякий час у ньому проживала сім'я М. Л. Кропивницького. В 2016 році будинок був незаконно знесений[3][4].

## Транспорт
На відрізку Лопатинського провулка між Кузнечною вулицею і Соляниківським провулком ходить тролейбус (маршрути 3, 5, 6, 49).